# Harry Magdoff
Harry Samuel Magdoff (21 d'agost de 1913 - 1 de gener de 2006) va ser un destacat analista socialista estatunidenc. Va ocupar diversos càrrecs administratius al govern durant la presidència de Franklin D. Roosevelt. i més tard va ser coeditor de la publicació marxista Monthly Review.

## Joventut i formació
Fill d'immigrants jueus d'origen rus, Magdoff va créixer al Bronx. El 1929, als 15 anys, Magdoff va començar a llegir Karl Marx quan va recollir una còpia de la "Contribució a la crítica de l'economia política" en una botiga de llibres usats. "Va remoure la meva ment", va recordar Magdoff el 2003. "La seva visió de la història va ser una revelació ... que em va fer començar a llegir sobre economia. Vàrem arribar a la depressió i volia esbrinar què significava tot." El seu interès per Marx el va dur a prendre partit pel socialisme.
Magdoff va estudiar matemàtiques i física entre 1930 i 1933 al City College de New York fent cursos d'enginyeria, matemàtiques i física. Va participar en el Social Problems Club amb molts companys de classe que més tard es varen unir a la Brigada Abraham Lincoln, una organització de la Comintern que va lluitar del costat republicà durant la Guerra Civil espanyola, i molts es varen unir a les Forces Armades dels Estats Units. Magdoff va assistir a la Universitat de Nova York a partir de 1933, on va estudiar economia i estadística, i va obtenir una llicenciatura en economia el 1935. Va ser suspès i posteriorment expulsat del City College «per les seves activitats relacionades amb l'edició de Frontiers (una revista radical dels estudiants no autoritzada per l'escola), incloent la participació en un judici figurat del president de l'escola i del seu director».

## Activitat dins el Govern dels EUA
Després de la universitat, el cap del projecte nacional de recerca WPA, David Weintraub, el va ajudar a aconseguir una feina a la Works Progress Administration per mesurar la productivitat de diverses indústries manufactureres. El 1940, Magdoff era el principal estadístic de la WPA. Durant la Segona Guerra Mundial, Magdoff va treballar en el Consell Assessor i de Defensa Nacional, i en la Junta de Producció de la Guerra, a les Divisions Estadístiques i Instrumentals. Va deixar el departament de comerç a finals de 1946.

## L'aportació de Magdoff a la crítica de l'imperialisme
Magdoff va treballar per al New Council on American Business a Nova York fins a 1948, després va treballar amb els Laboratoris Trubeck a Nova Jersey. .
Va ser assessor econòmic de l'exvicepresident Henry Wallace, candidat el 1948 a la presidència dels EUA pel partit progressista. No va poder tornar a treballar pel govern a causa de problemes de seguretat.
Després de la revolució cubana, Magdoff va viatjar a Cuba i es va reunir llargament amb el Che Guevara, que més tard va qualificar d'«home dolç i educat». Aquesta llarga sessió de pluja d'idees sobre els possibles obstacles que tindria la nova revolució va provocar una mútua camaraderia que va dur a Magdoff a reunir-se amb Guevara durant la seva visita a les Nacions Unides (1964) a Nova York.
El 1969 va aparèixer una de les seves obres més famoses, The Age of Imperialism, el seu primer llibre i, sens dubte, el més influent. Es varen vendre més de 100.000 exemplars i es va traduir a quinze idiomes. Dos anys més tard, després de la mort de Leo Huberman, Magdoff va passar a ser un dels coeditors de la revista Monthly Review amb Paul Sweezy. Magdoff i Sweezy van editar junts cinc llibres, alhora que tenien cura de l'edició de la revista. Un dels últims llibres de Magdoff va ser Imperialism without Colonies (L'Imperialisme sense Colònies), publicat el 1989.
Sota la direcció de Magdoff, Monthly Review es va centrar cada vegada més en l'imperialisme com a unitat clau d'anàlisi per al desenvolupament global i per les forces que desafiaven el neocolonialisme al Tercer Món. Des de finals dels anys seixanta, aquesta perspectiva posà la revista en l'agenda intel·lectual de la nova esquerra. El seu treball també el va mantenir a l'avantguarda del pensament socialista dels Estats Units des dels anys trenta fins als nostres dies. La Gran Depressió va deixar un fort impacte en la perspectiva de Magdoff sobre el capitalisme, ja que la seva anàlisi duia a recordar el sentit de les crisis econòmiques, sostenint que no hi ha res des del 1929 que el faci creure que l'economia s'ha convertit en immune als cicles de severa crisi. Fins a la seva mort, Magdoff va coeditar Monthly Review amb John Bellamy Foster.
Magdoff va morir el dia de cap d'any de 2006, a l'edat de 92 anys. Va tenir dos fills, un dels quals, Fred Magdoff, és expert en ciències de les plantes i del sòl. La seva esposa, Beatrice, havia mort el 2002.

## Acusacions d'espionatge
Magdoff ha estat acusat per diversos autors d'haver estat còmplice de l'activitat d'espionatge soviètic durant el seu pas pel govern estatunidenc. Va ser acusat de transmetre informació a les xarxes de intel·ligència soviètica als Estats Units, principalment a través del que el FBI va anomenar "Grup Perlo". Magdoff, aleshores mai no va ser acusat, però, després de la fi de la Guerra Freda, diversos estudiosos han inspeccionat documents desclassificats (inclosos els del Projecte Venona) dels arxius nord-americans i soviètics i esmenten aquests documents per donar suport a l'afirmació que Magdoff va participar en labors d'espionatge. Altres autors no interpreten de la mateixa manera aquests materials, que impliquen molts nord-americans en feines d'espionatge per a la Unió Soviètica, i consideren que l'activitat de Magdoff en cap cas no va ser delictiva.

## Obres
- La era del imperialismo (1969). Traducció castellana: Madrid: Editorial Actual, 1973.

### Amb Paul M. Sweezy
- The Dynamics of U.S. Capitalism (1970)
- The End of Prosperity (1977)
- The Deepening Crisis of U.S. Capitalism (1980)
- Stagnation and the Financial Explosion (1987)
- The Irreversible Crisis (1988)